# Біла Церква (футбольний клуб)
Футбольний клуб «Біла Церква» — український аматорський футбольний клуб з однойменного міста Київської області, заснований у 2019 році. У сезонах 2019/20—2021/22 виступав у Чемпіонаті України серед аматорів. Домашні матчі приймає на стадіоні «Зміна» місткістю 846 глядачів.